# 民主社会党 (ドイツ)
左翼党-民主社会党（ドイツ語: Die Linkspartei.PDS）は、ドイツ民主共和国（旧東ドイツ）の末期から再統一後のドイツ連邦共和国にかけて存在した社会主義政党で、現在の左翼党の前身となる政党のひとつ。
なお、左翼党-民主社会党というのは最終的な党名で、党が存在した17年間の大半においては、党名は民主社会党（ドイツ語: Partei des Demokratischen Sozialismus, PDS）であった。

## 歴史

### ベルリンの壁崩壊とドイツ統一のなか、SEDからPDSへ
前身は、統一前の東ドイツの独裁政党だったドイツ社会主義統一党(SED)。ベルリンの壁崩壊に象徴される東ドイツの民主化運動が盛んだった1989年12月16日に、SEDは社会主義統一・民主社会党（SED-PDS）と改称。同時に綱領から独裁色を払拭した。改名当時の初代党議長（党首）はグレゴール・ギジ。さらに東ドイツ初の自由選挙を前にした1990年2月4日に、党名を民主社会党（Partei des Demokratischen Sozialismus、PDS、民主社会主義党とも訳される）と再び変更。ドイツ統一までに計二回、党名を変更した。この間、ハンス・モドロウ首相の政権を支えた。

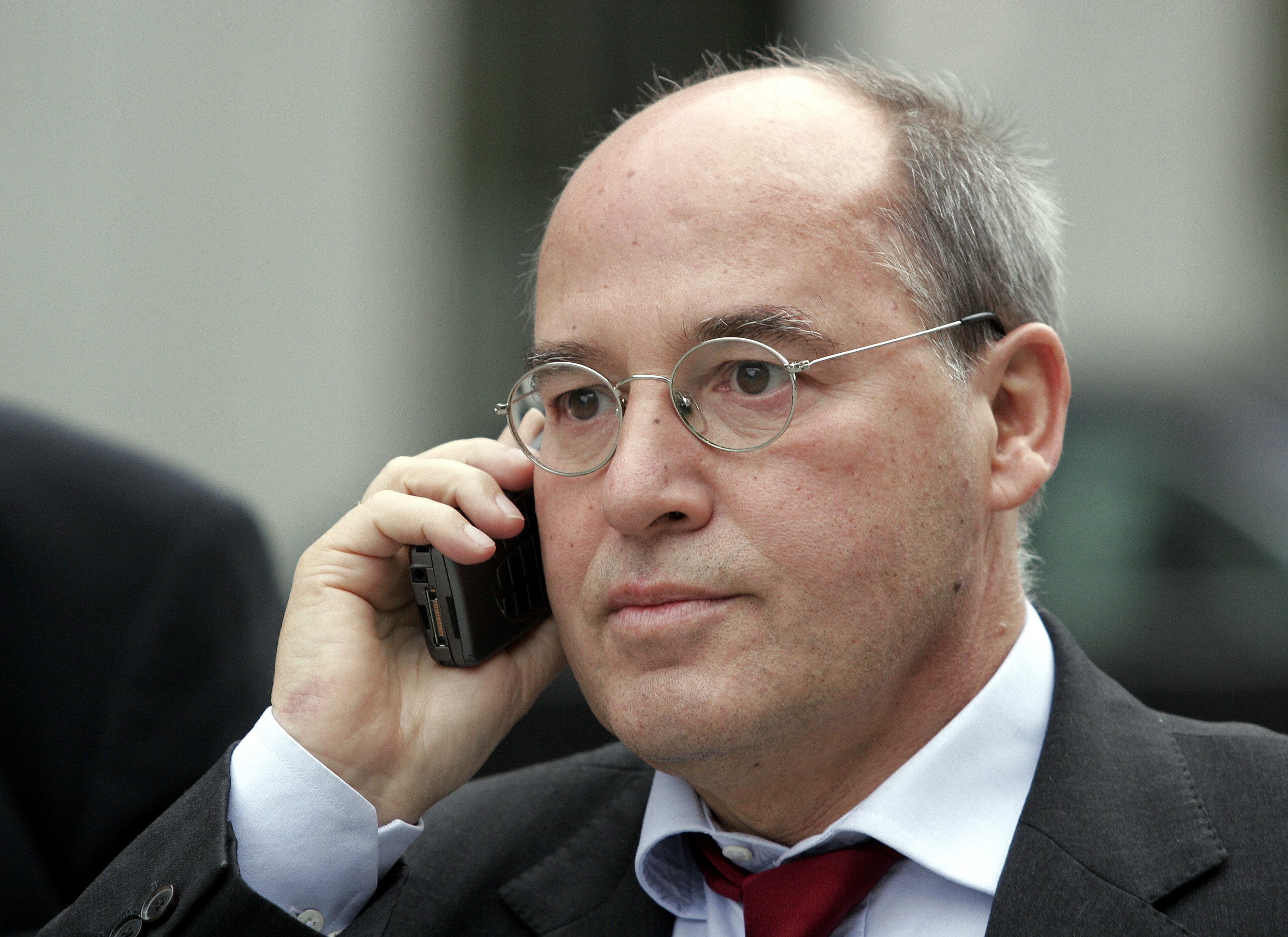
グレゴール・ギジ初代党首

1990年3月18日に行われた東ドイツの自由選挙ではギジ党首を先頭に16.1％の得票を得て400議席中66議席を獲得したが、ドイツキリスト教民主同盟が第1党となりロタール・デメジエールが首相となった連立政権に参加できず、東ドイツ建国以来初めて野党に転落することとなり、急速なドイツ再統一の波にブレーキをかけることができなかった。さらに再統一後に東ドイツ人民議会のメンバーを加えた暫定的な連邦議会ではPDSに対してシュタージ（東ドイツ国家保安省）疑惑が持ち上がるなど苦しい立場におかれ、続くドイツ統一後の1990年ドイツ連邦議会選挙（初の東西両ドイツ統一総選挙）では、当初はPDSは全ドイツのレベルでは5％ラインに及ばず、議席を失うことが確実視されていた。しかし選挙前に連邦憲法裁判所の判断を経て、この選挙一度に限って旧西ドイツと旧東ドイツではそれぞれ別々に5％ラインを適用することとなり、1990年12月2日に行われた総選挙においてPDSは全ドイツでは2.4％にとどまったものの、旧東ドイツでのみなら5％を突破し、辛うじてドイツ連邦議会に17議席を確保することとなった。

### 1990年代
1990年から2007年（解党・左翼党に合流）までの連邦レベルならびに各州レベル選挙での得票率は右の表を参照
統一後はSED時代には230万を数えた党員数が激減。1991年までには9割以上が離党し党員数17万に落ち込むなど党消滅の危機もささやかれたが、経済不振に喘ぐ旧東ドイツ地域住民の不満を代弁する形で、まず旧東ドイツ地域の各州議会や地方自治体議会から少なからず議席を獲得していった（もっとも、党員数はその後も減少を続けた）。1994年6月12日に行われた欧州議会選挙のドイツ選挙区では4.7％を獲得し5％ラインによって議席を獲得できなかったものの、連邦レベルでヘルムート・コール政権の与党第二党ながら同じく議席を失った自由民主党（FDP）を上回る成績を上げた。なお西側でもSEDの友党であったドイツ共産党や西ベルリン社会主義統一党の党員の多くを受け入れている（但し、前者は現在も存続）。
そして、全ドイツのレベルで5％ラインが適用される1994年ドイツ連邦議会選挙においてはグレゴール・ギジや新党首のロタール・ビスキーのほか旧東ドイツ反体制活動家のシュテファン・ハイム（de）、元ドイツ民主農民党党首で東ドイツ人民議会議長だったギュンター・マロイダ（de）、クリスタ・ルフト（de）元東ドイツ経済相など知名度の高い候補者を擁立し、10月16日の投開票において得票は4.4％にとどまったものの、旧東ドイツに強い地盤を有するPDSは特にベルリンの小選挙区に選挙運動を集中させて小選挙区から4名を当選させ、ほぼ倍増の30議席を獲得した。
続く1998年9月27日に行われた連邦議会選挙においては、ゲアハルト・シュレーダーがドイツ社会民主党（SPD）と同盟90/緑の党による連立政権を樹立しドイツの首相となるなか、PDSも得票を伸ばし5.1％となり、念願の5％ライン突破を実現した（36議席）。また同日に行われたメクレンブルク＝フォアポンメルン州議会選挙の結果、州レベルでは初めてドイツ社会民主党（SPD）と連立政権を樹立し、州の与党となった。
この勢いをかって、1999年6月13日に実施された欧州議会選挙のドイツ選挙区でも5.8％を得票し5％ラインを突破。旧東ドイツ首相のハンス・モドロウを先頭に初めて6名の欧州議会議員を送ることとなった。欧州議会では院内会派・欧州統一左派・北方緑の左派同盟に加わった。

### 2000年代
2001年にはベルリン（州と同格）でSPDのクラウス・ヴォーヴェライト市長を首班とするSPD・PDS 連立内閣に参加。州レベルで与党入りする実績を得た。グレゴール・ギジが入閣したが、公務で使った旅客機のマイレージサービスを私有したとして批判され、2002年7月に全ての公務を辞職してしまった。
この直後の2002年9月22日の連邦議会議員選挙では、ゲアハルト・シュレーダー政権が継続することの是非が問題となって社会民主党（SPD）と保守政党・ドイツキリスト教民主同盟（CDU）のあいだで接戦となったため、これまでPDSに票を投じてきた有権者のうち一部が「よりましな選択」として社会民主党に票を投じる傾向が生じた。前述したギジのマイレージ・スキャンダルも大きなマイナスとなった。このあおりを受けてPDSは5％ラインを割り込んで大後退し連邦議会の議席は一旦は2名に落ち込んだが、その後も旧東ドイツの州議会レベルでは第二党になっている州も多いなど、根強い支持を受けていた。
2003年の党大会では新しい綱領を採択、そのなかで「かつて共産主義の名において行われた犯罪と正面から対決し、独裁によって進歩を達成しようとする試みは拒否する」「SEDはソ連への忠誠に固執し、社会主義を民主主義や自由に結びつける能力もなく、その路線は意見の異なる人間の迫害など文明への犯罪であった」と自己批判を行った。
2004年には欧州議会選をにらんで欧州左翼党が結成され、PDSもこれに参加して中軸政党のひとつとなるなか、同年6月13日に行われた欧州議会選挙のドイツ選挙区では6.1％の得票で7議席を獲得した。選挙後は既存する欧州議会の院内会派としての欧州統一左派・北方緑の左派同盟を、欧州左翼党や欧州各国のその他の左翼政党を加えて改めて形成・継続した。
このように党内議論を深めていたPDSだったが、右の表を見てもわかるように旧東ドイツ地域においては20％を上回る得票を集める第二党にまで進出することが多かったものの、旧西ドイツ地域においてはわずか1～2％の得票で終わって全ての州で議席獲得に失敗しており、旧東ドイツの地域政党としての様相を呈していた。

### 政党連合から「左翼党」の結成へ

左翼党-民主社会党としてのロゴ

これに転機が訪れたのが2005年であった。9月18日に行われた連邦議会選挙に際しては、新たにオスカー・ラフォンテーヌらドイツ社会民主党の最左派が結成した「労働と社会的公正のための選挙オルタナティブ」（WASG）と政党連合「左翼党」を結成して臨み（選挙前の2005年7月17日に民主社会党は左翼党-民主社会党と三度目の改称をした）、8.7%の得票を得て議席獲得に必要な5%の枠を突破。54議席を獲得し（うちPDS42、WASG12）事実上、議会第4党相当の獲得議席規模に躍り出ることに成功した。
その後、PDSのグレゴール・ギジとWASGのオスカー・ラフォンテーヌがお互いの政党に入党し2重党籍となるなど、約2年間の統合プロセスを経て2007年6月17日に正式に左翼党-民主社会党とWASGの両党は合併し、単一政党としての新党「左翼党」を発足させた。なお新党の結成直前には政党連合としてブレーメン州議会選挙で初めて議席を獲得したが、本格的な旧西ドイツ地域への進出は左翼党の結成後まで待つこととなった。

## 主義主張・施策

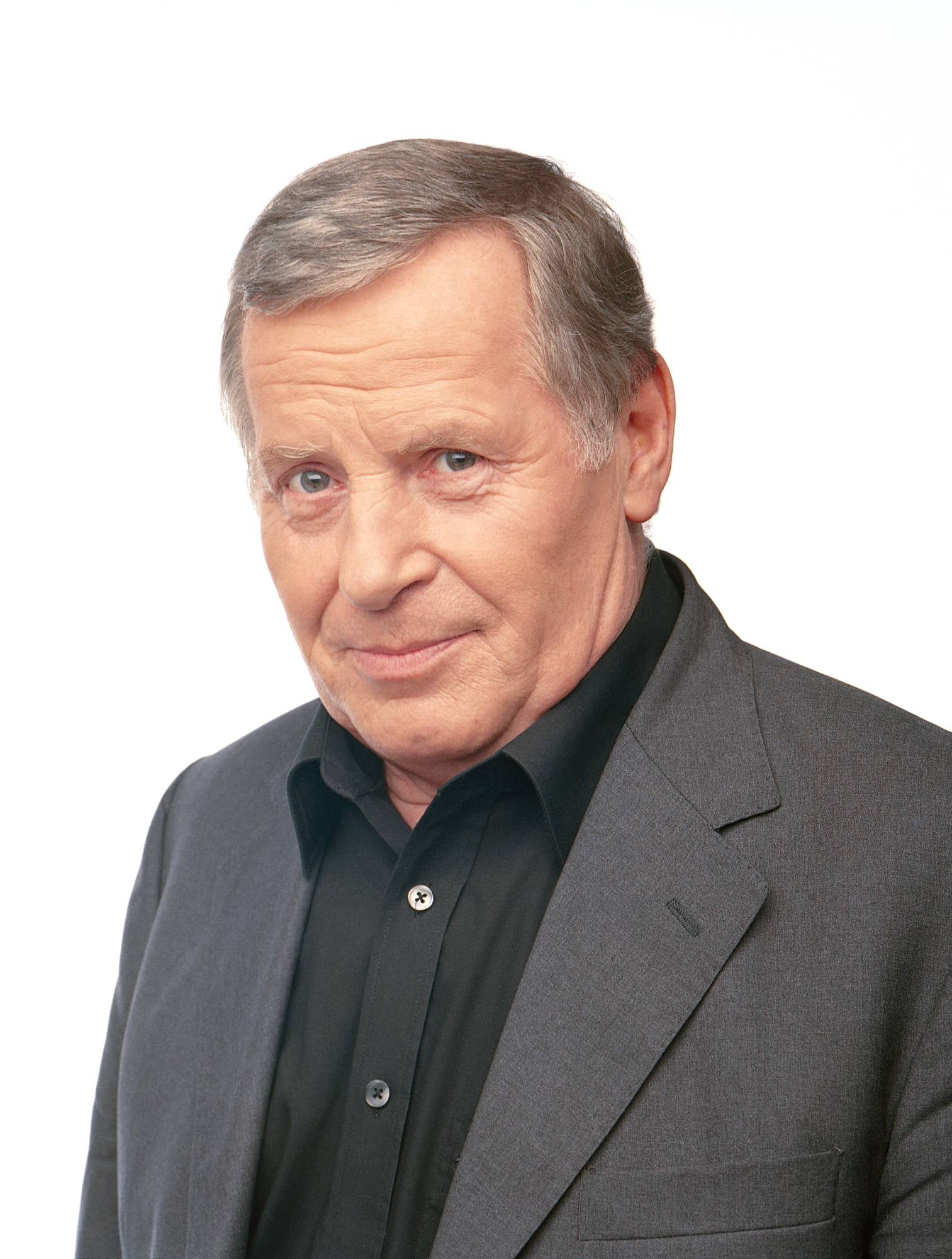
2度、党首を務めたロタール・ビスキー

### 社会主義
民主社会党はドイツ社会主義統一党（SED）時代のスターリン主義的・独裁的なマルクス・レーニン主義や前衛党的な組織論は放棄し議会制民主主義に基づく政党となったものの、他の東欧諸国における多くの旧共産党とは異なってマルクス主義や共産主義を完全に放棄したわけではなく、党名においても民主主義的な社会主義を意味する民主社会主義を掲げていた。一部では、この路線はユーロコミュニズムに近いものと見られていた。
東欧革命後に他国の旧共産党の主流が完全な共産主義の放棄によって中道左派的な社会民主主義政党への路線転換を進め、社会主義インターナショナルや欧州社会党などに参加していくなか、こうした左翼路線の維持は際立っていたが、ドイツの場合はすでに社会民主党（SPD）が存在したため、中道左派の社会民主主義政党への転換は難しく、独自に民主主義的な社会主義像を模索する必要があったのである。
とはいえ、こうした新しい社会主義の路線を修正主義視し旧SEDの路線を引き継ぐとする教条的かつスターリン主義的な「共産主義プラットフォーム」（Kommunistische Plattform）も存在した。同グループは左翼党に合流後も派閥として存在し、旧東ドイツ・旧SEDの全体主義的な価値観を引き継ぐ団体として、連邦憲法擁護庁の監視対象となっていた。

### 人権・福祉
民主社会党は権威主義的だったSED時代から一転して人権やマイノリティへの施策に熱心となり、移民への社会福祉や同性婚の合法化にも取り組んだ。一例として、1999年から2009年まで民主社会党（のち左翼党に移行）の欧州議会議員として活動したクルド人移民出身のフレクナス・ウカ（de）は、イラクで自由選挙が行われた2005年までは世界で唯一のヤズディ教徒の政治家だった。

## 主な選挙での党勢推移

### 1990年ドイツ民主共和国人民議会選挙
| 選挙           | 年月日        | 得票（政党票） | 得票（政党票） | 議席数 |
| 選挙           | 年月日        | 得票数         | ％             | 議席数 |
| -------------- | ------------- | -------------- | -------------- | ------ |
| 東独1990年選挙 | 1990年3月18日 | 1,892,381      | 16.4           | 66     |

- 出典：山田徹著『東ドイツ・体制崩壊の政治過程』（日本評論社）380頁、表12-1「選挙結果：各党の得票・議席数」より引用。

### ドイツ連邦共和国連邦議会議員選挙
| 選挙       | 年月日         | 得票（政党票） | 得票（政党票） | 議席数 | 選挙区 |
| 選挙       | 年月日         | 得票数         | ％             | 議席数 | 選挙区 |
| ---------- | -------------- | -------------- | -------------- | ------ | ------ |
| 1990年選挙 | 1990年12月2日  | 1,129,578      | 2.4            | 17     | 1      |
| 1994年選挙 | 1994年10月16日 | 2,066,176      | 4.4            | 30     | 4      |
| 1998年選挙 | 1998年9月27日  | 2,515,454      | 5.1            | 36     | 4      |
| 2002年選挙 | 2002年9月22日  | 1,916,702      | 4.0            | 2      | 2      |
| 2005年選挙 | 2005年9月18日  | 4,118,194      | 8.7            | 54     | 3      |

- 出典：Bundestagswahlen。尚、2005年は政党連合「左翼党」（内訳はPDS42、WASG12）。

### 欧州議会議員選挙（ドイツ選出）
| 選挙       | 年月日        | 得票（政党票） | 得票（政党票） | 議席数 |
| 選挙       | 年月日        | 得票数         | ％             | 議席数 |
| ---------- | ------------- | -------------- | -------------- | ------ |
| 1994年選挙 | 1994年6月12日 | 1,670,316      | 4.7            | 0      |
| 1999年選挙 | 1999年6月13日 | 1,567,745      | 5.8            | 6      |
| 2004年選挙 | 2004年6月13日 | 1,579,109      | 6.1            | 7      |

- 出典：“4.Wahl zum Europäischen Parlament am 12.Juni 1994”（1994年選挙）、5.Wahl zum Europäischen Parlament am 13.Juni 1999（1999年選挙）、6.Wahl zum Europäischen Parlament am 13.Juni 2004（2004年選挙）

## 歴代党首
1. グレゴール・ギジ 1989年 - 1993年
2. ロタール・ビスキー 1993年 - 2000年
3. ガブリエレ・ツィンマー（de） 2000年 - 2003年
4. ロタール・ビスキー（再任） 2003年 - 2007年